# Neuville-sur-Oise
Neuville-sur-Oise é uma comuna francesa na região administrativa da Ilha de França, no departamento do Vale do Oise. Estende-se por uma área de 4.25 km². Em 2010 a comuna tinha 2 074 habitantes (densidade: 488 hab./km²).